# 加藤陽三
加藤 陽三（かとう ようぞう、1910年1月29日 - 1989年6月5日）は、日本の内務及び防衛官僚、政治家。防衛事務次官、衆議院議員（2期）。

## 経歴
- 1910年（明治43年）- 広島県安芸郡海田町生まれ。
- 広島県立広島第一中学校、第三高等学校卒業。
- 1934年（昭和9年）- 東京帝国大学法学部卒業[3]。
  - 4月 - 内務省入省。土木局属[4]。

その後、栃木県庁、厚生省社会局勤務[3]。
- 1943年（昭和18年）- 内務省地方局勤務[3]。
- 1945年（昭和20年）- 内務省調査部総務課長[3]。
その後、内務省警保局公安第二課長、内務省企画課長。静岡県庁勤務[3]。
- 1950年（昭和25年）- 国家地方警察本部総務部長[3]。
  - 8月-警察予備隊本部人事局長[3]。
- 1952年（昭和27年）- 保安庁長官官房長・人事局長[3]。
- 1954年（昭和29年）- 防衛庁人事局長[3]。
- 1960年（昭和35年）- 防衛庁長官官房長。
- 1963年（昭和38年）- 防衛事務次官就任。
- 1964年（昭和39年）- 辞職。
- 1965年（昭和40年）- 第7回参議院議員通常選挙全国区に自由民主党で出馬し、落選。
- 1967年（昭和42年）- 第31回衆議院議員総選挙広島2区から無所属で出馬したが、落選。
- 1969年（昭和44年）- 第32回衆議院議員総選挙で自由民主党から出馬し、初当選。2期連続当選。
- 1975年（昭和50年）- 三木内閣防衛政務次官
- 1976年（昭和51年）- 第34回衆議院議員総選挙で落選し、政界引退。
- 1979年（昭和54年）- 防衛弘済会会長[3]。
- 1980年（昭和55年）- 秋の叙勲で勲二等旭日重光章受章[1]。
- 1989年（平成元年）- 死去、79歳。死没日をもって従五位から正四位に叙される[5]。
- 2004年（平成16年）- 広島県安芸郡海田町名誉町民[3]。

## 家族
- 父・加藤次一 ‐ 海田町町長。[6][7]
- 妻・逸子 ‐ 東急電鉄社長・篠原三千郎の次女、服部金太郎の外孫。東京女学館卒。[6]
- 義弟・田畑麦彦 ‐ 妻の異母弟

## その他
- 1952年、海田町に米軍の弾薬陸揚げ施設の建設計画が浮上したが、加藤の尽力で阻止[8]。
- 海田町の加藤会館前には、灘尾弘吉書の加藤陽三先生顕彰碑が建っている。